# Jüdische Gemeinde Dettelbach
Die Jüdische Gemeinde Dettelbach war eine Israelitische Kultusgemeinde in der heutigen Stadt Dettelbach im unterfränkischen Landkreis Kitzingen. Die Gemeinde bestand bereits seit dem 15. Jahrhundert, die letzten jüdischen Einwohner wurden im Jahr 1942 deportiert. Am Ortsrand bestand bis ins 19. Jahrhundert ein Friedhof.

## Geschichte
Die jüdische Gemeinde Dettelbach ist eine der ältesten im Hochstift Würzburg. Juden sind in Dettelbach seit dem 15. Jahrhundert nachgewiesen. Im Jahr 1423 kam es zum Streit zwischen dem Würzburger Fürstbischof Johann II. von Brunn und dem Erkinger von Seinsheim. Mehrere Schriften erschienen über die Auseinandersetzung, in einer wurden Juden im Ort erwähnt. Kurz nach der Stadterhebung Dettelbachs, 1489, tauchten wiederum Juden im Ort auf.
Juden werden in Dettelbach wiederum im 17. Jahrhundert erwähnt. Ein Judenschutzgeld ist aus dem Jahr 1647 überliefert. 1675 werden insgesamt neun jüdische Familien in Dettelbach genannt, überwiegend lebten sie vom Weinhandel. Nach einem Brand am 8. August 1781 waren auch drei jüdische Hausbesitzer unter den Geschädigten, eine Kollekte für die Betroffenen wurde auch den Juden ausbezahlt.

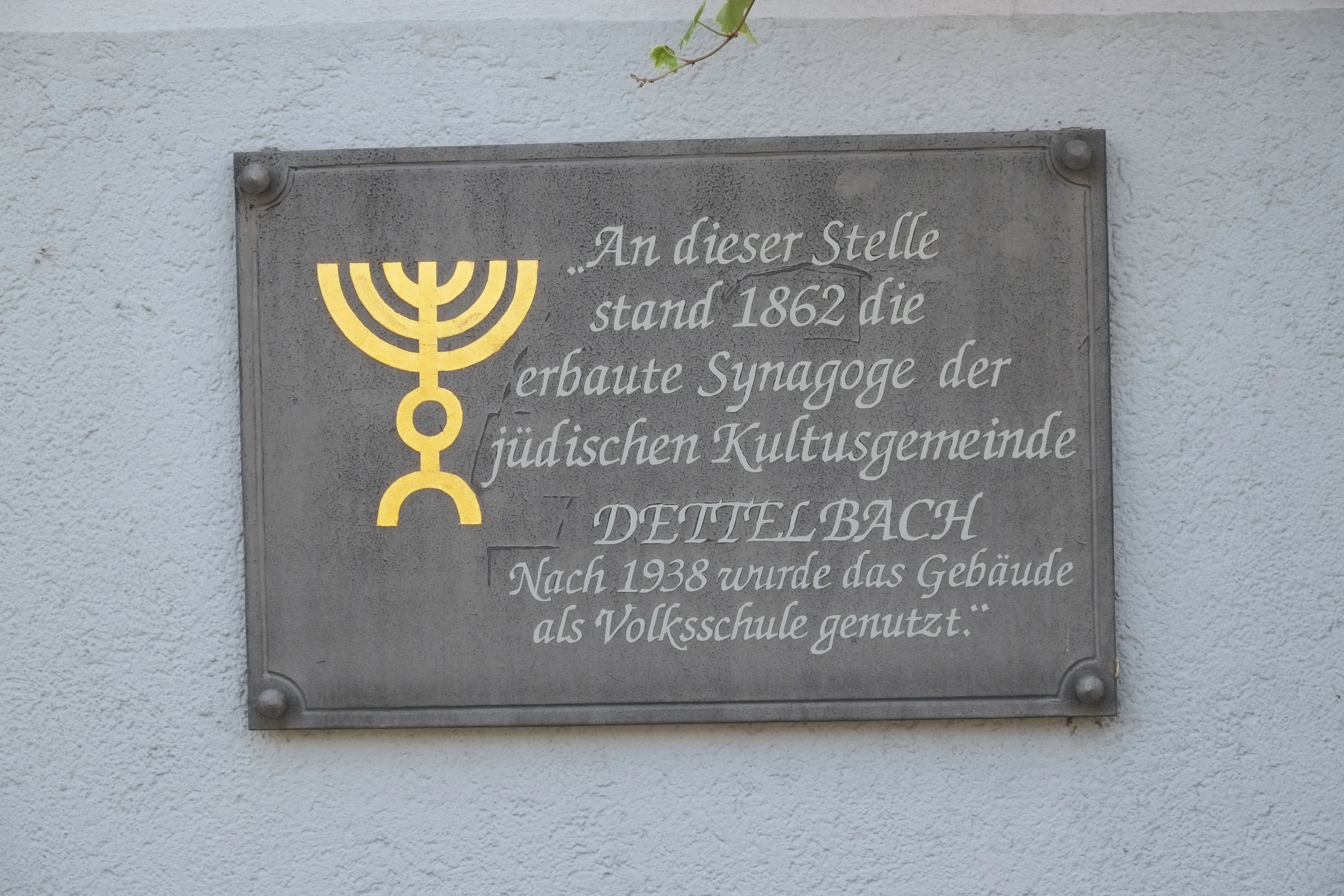
Die Gedenktafel am Häfnermarkt 4 weist auf den Standort der ehemaligen Synagoge hin

Gemäß dem Judenedikt von 1813 mussten sich die örtlichen Juden in Matrikeln eintragen lassen, Dettelbach erhielt nun 24 jüdische Familien zugesprochen. Noch immer überwog bei den Familien der Weinhandel, Jacob Wolf Wassermann war als Vorsänger angestellt. Am 18. September 1862 weihte der Würzburger Distriktsrabbiner Seligmann Bär Bamberger die neue Synagoge der Gemeinde ein. Hier war auch eine Schule mit zwei Räumen und die Vorsängerwohnung untergebracht. 1901 renovierte man die Synagoge erstmals. Der ehemalige jüdische Friedhof war bereits aufgelassen.
Im Ersten Weltkrieg fielen aus der Gemeinde der Gefreite Wilhelm Friedenthal und Max Wiesengrund, zwei weitere Gefallene stammten zwar aus Dettelbach, lebten aber bei ihrer Einberufung bereits in Würzburg. Während der Weimarer Republik waren Hermann Weichselbaum und Hirsch Sittenheim außerdem Mitglieder des Dettelbacher Stadtrates. Dettelbach war auch in den 1920er Jahren Anlaufpunkt für jüdisch-orthodoxe Jugendgruppen, die hier ihre Freizeiten veranstalteten.
Nach der Machtergreifung der Nationalsozialisten kam es im Sommer 1935 zu einem Überfall auf eine jüdische Familie. Während der Novemberpogrome im Jahr 1938 schändete die Dettelbacher Bevölkerung allerdings die Synagoge, der Bürgermeister Albert Rechtfertig soll persönlich den Vorhang des Thoraschreins angezündet haben. Das Gebäude wurde im Anschluss in eine Knabenschule umgewandelt.
Bis zum Kriegsbeginn hatten bereits 18 Personen jüdischen Glaubens die Stadt verlassen. Anfang des Jahres 1942 lebten noch 24 Juden in Dettelbach. Zwölf Personen wurden am 24. April über Würzburg ins Ghetto Izbica bei Lublin deportiert. Die überwiegend älteren kamen im September desselben Jahres in das Ghetto Theresienstadt, wo unter anderem auch der letzte Lehrer Abraham Mannheimer verstarb. Im Jahr 1962 wurde die ehemalige Synagoge abgebrochen, 1989 brachte man eine Hinweistafel am Nachfolgebau an.

## Gemeindeentwicklung
Die Gemeinde war ab dem Jahr 1913 dem bayerischen Distriktsrabbinat Würzburg zugeordnet.
| Jahr | Mitglieder | Jahr | Mitglieder | Jahr | Mitglieder | Jahr | Mitglieder | Jahr | Mitglieder | Jahr | Mitglieder | Jahr | Mitglieder |
| ---- | ---------- | ---- | ---------- | ---- | ---------- | ---- | ---------- | ---- | ---------- | ---- | ---------- | ---- | ---------- |
| 1813 | 109        | 1830 | 121        | 1875 | 97         | 1900 | 101        | 1910 | 81         | 1933 | 39         | 1942 | 24         |